# Maria de Villegas de Saint-Pierre
Maria de Villegas de Saint-Pierre, também conhecida como a condessa Maria Van den Steen de Jehay (Soignies, 14 de dezembro de 1870 - Bruxelas, 23 de janeiro de 1941) foi uma escritora belga que ganhou o prêmio literário francês por seu romance de 1912, Profils de gosses. Ela se tornou enfermeira e com a eclosão da Primeira Guerra Mundial transformou a propriedade de sua família em um hospital. Quando os alemães tomaram seu castelo, ela foi para o front para cuidar dos soldados no Hospital du Duc de Vendome, perto de Calais, e logo foi transferida para o Hospital Élisabeth em Poperinge, onde atuou como diretora do hospital por três anos e meio. Depois de estabelecer a Associação de Ajuda Civil Belga, a condessa levantou fundos, organizou e dirigiu a associação para apoiar três hospitais, construir dois orfanatos, administrar escolas, fornecer vacinas e muitas outras iniciativas de saúde pública. Ela recebeu muitos prêmios e homenagens, incluindo a Ordem da Coroa Belga, a Ordem de Leopoldo, a Ordem do Império Britânico e a Croix de Guerre francesa.

## Primeiros anos
Maria-Charlotte Ghislaine de Villegas de Saint-Pierre nasceu em 14 de dezembro de 1870 no Château de Louvignies, perto de Soignies, na província de Hainaut, Bélgica. Era filha do conde belga Léon de Villegas de Saint-Pierre e da condessa Marie-Ferdinande de Maillin de Mohiville, na província de Namur, região da Valônia. Seu pai havia sido diplomata, mas desistiu de sua carreira para se tornar prefeito de Chaussée-Notre-Dame-Louvignies. Maria era a segunda criança na família e tinha um irmão mais velho, Alphonse, e dois irmãos mais novos, o irmão Louis e a irmã Albertine, que foram criados no castelo da família na propriedade. Em 17 de maio de 1892, ela se casou com seu primo, o conde Léopold van de Steen de Jehay, que trabalhava para a família real como elemento de ligação entre a corte e os estrangeiros. O casal vivia em Bruxelas a uma curta distância do palácio real e passou os meses de verão no castelo da família de seu marido em Chevetogne, na província de Namur. Em um ano, ela deu à luz seu único filho, Jean.